# Oksana Bajul
Oksana Serhiïvna Bajul (in ucraino Оксана Сергіївна Баюл?, traslitterazione anglosassone Oksana Baiul; Dnipropetrovs'k, 16 novembre 1977) è un'ex pattinatrice artistica su ghiaccio ucraina.

## Biografia

### Infanzia
All'età di due anni vive l'abbandono da parte del padre Serhij in seguito al divorzio dei genitori. Oksana trascorre la sua infanzia vivendo con la madre Marina e i nonni. All'età di 10 anni perde entrambi i nonni e, tre anni più tardi, anche la madre in seguito a un tumore alle ovaie. Poco dopo il suo allenatore emigra in Canada e si ritrova sola.
È così accolta a Odessa in casa dalla nuova allenatrice Halina Zmievs'ka, una delle migliori allenatrici di pattinaggio del mondo e già allenatrice e, in seguito suocera, del campione olimpico Viktor Petrenko. A casa dell'allenatrice, Oksana condivide una piccola camera da letto con la figlia di Halina in un appartamento di tre sole stanze.

### Carriera
Nel 1993, a 16 anni, alla sua prima stagione da senior, termina seconda al Campionato europeo di pattinaggio artistico e poco dopo vince il Campionato mondiale di pattinaggio artistico a Praga.
L'anno seguente vince la medaglia d'oro ai XVII Giochi olimpici invernali di Lillehammer, battendo la favorita americana Nancy Kerrigan. La vittoria arrivò nonostante un brutto incidente durante la sessione di allenamento del programma corto dei Giochi provocato da uno scontro con l'atleta tedesca Tanja Szewczenko.
Successivamente, la Bajul si ritira dalle competizioni per passare al professionismo e si trasferisce negli Stati Uniti. L'improvvisa celebrità e i problemi con l'alcool la conducono a comportamenti eccessivi, tra cui un incidente d'auto nel novembre 1997. Dopo aver seguito un programma di disintossicazione nel 1998 rientra nel circuito professionale.

## Vita privata
Oksana risiede attualmente nel New Jersey assieme al fidanzato Gene Sunik. Si esibisce in spettacoli di pattinaggio sul ghiaccio e ha lanciato una sua linea di abbigliamento. 

## Omaggi
- Nel 1994 è uscito il film sulla vita della pattinatrice dal titolo Oksana: la piccola campionessa (A promise kept: the Oksana Baiul story) per la regia di Charles Jarrott e con protagonista, nella parte di Oksana Bajul, Monica Keena. Il film tratta la vita della Bajul dall'infanzia fino alla vittoria di Lillehammer.

## Palmarès
| Internazionali            | Internazionali | Internazionali | Internazionali | Internazionali | Internazionali |
| Evento                    | 1989-90        | 1990-91        | 1991-92        | 1992-93        | 1993-94        |
| ------------------------- | -------------- | -------------- | -------------- | -------------- | -------------- |
| Giochi olimpici invernali |                |                |                |                | 1°             |
| Campionati mondiali       |                |                |                | 1°             |                |
| Campionati europei        |                |                |                | 2°             | 2°             |
| Skate America             |                |                |                |                | 1°             |
| Nations Cup               |                |                |                | 4°             | 2°             |
| Prague Skate              |                |                |                | 5°             |                |
| Nazionali                 |                |                |                |                |                |
| Campionati ucraini        |                |                |                | 1°             | 1°             |
| Campionati sovietici      | 12°            | 10°            |                |                |                |